# Carlos Kenig
Carlos Eduardo Kenig (Buenos Aires, 25 de novembro de 1953) é um matemático argentino-estadunidense, que trabalha com análise matemática.
Kenig frequentou a escola em Buenos Aires. Estudou e obteve um doutorado em 1978 na Universidade de Chicago, orientado por Alberto Calderón, com a tese {\displaystyle H_{p}} spaces on Lipschitz Domains. Foi depois de 1978 a 1980 instrutor na Universidade de Princeton e depois na Universidade de Minnesota, onde tornou-se em 1983 professor. A partir de 1985 foi professor na Universidade de Chicago.
Recebeu o Prêmio Memorial Bôcher de 2008. É fellow da American Mathematical Society. Foi palestrante convidado do Congresso Internacional de Matemáticos em Berkeley (1986: Carleman estimates, uniform Sobolev inequalities for second order differential operators and unique continuation theorems) e em Pequim (2002: Harmonic measure and „locally flat“ domains). Foi eleito em 2002 membro da Academia de Artes e Ciências dos Estados Unidos. Foi palestrante plenário do Congresso Internacional de Matemáticos em Hyderabad (2010: The global behaviour of solutions to critical nonlinear dispersion equations). Recebeu o Prêmio Salem de 1984. Em 2014 foi eleito membro da Academia Nacional de Ciências dos Estados Unidos. Em 2017 apresentou a Colloquium Lectures da American Mathematical Society

## Obras
- Harmonic analysis techniques for second order elliptic boundary value problems, AMS 1994
- com Jean Bourgain, Sergiu Klainerman (Editores): Mathematical aspects of nonlinear dispersive equations, Princeton University Press 2007
- com Luca Capogna, Loredana Lanzani: Geometric Measure- geometric and analytic points of view, AMS 2005
- com Panagiota Daskalopoulos: Degenerate Diffusions: Initial Value Problems and Local Regularity Theory, EMS Tracts in Mathematics, 2007